# Tom Tauke
Thomas Joseph „Tom“ Tauke (* 11. Oktober 1950 in Dubuque, Iowa) ist ein US-amerikanischer Politiker. Zwischen 1979 und 1991 vertrat er den Bundesstaat Iowa im US-Repräsentantenhaus.

## Werdegang
Tom Tauke besuchte Privatschulen im Dubuque County sowie bis 1968 die Wahlert High School. Danach absolvierte er bis 1972 das Loras College in Dubuque. Nach einem anschließenden Jurastudium an der University of Iowa und seiner im Jahr 1974 erfolgten Zulassung als Rechtsanwalt begann er in seinem neuen Beruf zu praktizieren. Politisch schloss sich Tauke der Republikanischen Partei an. Zwischen 1975 und 1978 saß er als Abgeordneter im Repräsentantenhaus von Iowa. Von 1972 bis 1978 nahm er an den regionalen Parteitagen der Republikaner teil. Im Jahr 1976 war er Delegierter zur Republican National Convention in Kansas City, auf der US-Präsident Gerald Ford erneut für dieses Amt nominiert wurde.
Bei den Kongresswahlen des Jahres 1978 wurde Tauke im zweiten Wahlbezirk von Iowa in das US-Repräsentantenhaus in Washington, D.C. gewählt. Dort trat er am 3. Januar 1979 die Nachfolge des Demokraten Mike Blouin an.  Nach fünf Wiederwahlen konnte er bis zum 3. Januar 1991 sechs zusammenhängende Legislaturperioden im Kongress absolvieren. 1990 verzichtete Tauke auf eine weitere Kandidatur für das Repräsentantenhaus. Stattdessen bewarb er sich erfolglos um einen Sitz im US-Senat. Nach dieser Niederlage zog er sich aus der Politik zurück. Seither arbeitet Tauke als Anwalt und Interessenvertreter für die Telekommunikationsbranche. Er lebt in Alexandria (Virginia).